# 夏吾卓玛
夏吾卓玛（1979年1月—），青海同仁人，藏族，无党派人士。中华人民共和国政治人物、第十三届全国人民代表大会青海地区代表。

## 生平
2018年2月24日，当选为第十三届全国人大代表。